# Красне (Котельницький район)
Кра́сне (рос. Красное) — присілок у складі Котельницького району Кіровської області, Росія. Входить до складу Чистопольського сільського поселення.
Населення становить 35 осіб (2010, 71 у 2002).
Національний склад станом на 2002 рік — росіяни 99 %.